# Stabunity
Stabunity (deutsch Stabunken) ist ein Ort in der polnischen Woiwodschaft Ermland-Masuren. Er gehört zur Landgemeinde Lidzbark Warmiński (Heilsberg) im Powiat Lidzbarski (Kreis Heilsberg).

## Geographische Lage
Stabunity liegt an der Drewenz (polnisch Drwęca Warmińska) im Nordwesten der Woiwodschaft Ermland-Masuren, 15 Kilometer nordwestlich der Kreisstadt Lidzbark Warmiński (Heilsberg).

## Geschichte
Stabunken bestand aus mehreren großen Höfen und kam im Jahre 1874 als Landgemeinde zum Amtsbezirk Frauendorf (polnisch Babiak) im ostpreußischen Kreis Heilsberg.
Im Jahre 1910 waren in Stabunken 177 Einwohner gemeldet. Ihre Zahl belief sich im Jahre 1933 auf 143 und im Jahre 1939 auf 115.
Im Jahre 1945 wurde das gesamte südliche Ostpreußen in Kriegsfolge an Polen abgetreten. Stabunken erhielt die polnische Namensform „Stabunity“ und ist heute eine Ortschaft im Verbund der Gmina Lidzbark Warmiński (Landgemeinde Heilsberg) im Powiat Lidzbarski (Kreis Heilsberg), von 1975 bis 1998 der Woiwodschaft Olsztyn, seither der Woiwodschaft Ermland-Masuren zugehörig.

## Religion
Stabunity gehört heute wie bereits Stabunken vor 1945 zur römisch-katholischen St.-Anna-und-St.-Augustin-Pfarrei in Babiak (Frauendorf) im jetzigen Erzbistum Ermland. 
Außerdem war das Dorf bis 1945 in die evangelische Pfarrkirche Mehlsack (Pieniężno) in der Kirchenprovinz Ostpreußen der Kirche der Altpreußischen Union eingegliedert, ist aber heute der Diözese Masuren der Evangelisch-Augsburgischen Kirche in Polen zugeordnet.

## Verkehr
Stabunity liegt an einer Nebenstraße, die die polnischen Woiwodschaftsstraßen 511 (ehemalige deutscher Reichsstraße 134) und 512 bei Górowo Iławeckie (Landsberg) mit der Woiwodschaftsstraße 513 bei Babiak (Frauendorf) verbindet. Eine von Kłusity Wielkie (Groß Klaussitten) kommende Straße endet in Stabunity.
Eine Bahnanbindung besteht nicht.